# 中野光康
中野 光康（なかの みつやす）は、陸奥盛岡藩の家老首座。通称、中野吉兵衛。

## 経歴
中野氏は、岩手郡中野村（現在の盛岡市中野）を知行地とした九戸氏の一族であり、南部家で代々家老を務める御三家のひとつであった。その6代当主である光康は、享保2年に加判役となり、同9年には倹約惣司を勤めた。その後、享保10年（1725年）に18歳で盛岡藩藩主となった南部利視の後見人となり、毛馬内直道（九左衛門）、漆戸正宥（勘左衛門）らとその家老を務めた。また、同年には南部利視の随身家老三人のうちの一人として将軍徳川吉宗に謁した。同時に光康は、江戸詰め家老として南部藩邸を総指揮する役にもあった。しかし、光康は前藩主時代の倹約政策を破棄して旧制度を復活させたため、翌年には参勤交代の下向の費用に窮する事態となる。
享保11年、向中野通本宮村（盛岡市）に四百石、大槌通山田村（山田町）に百石を加増されて、三千石となった。同14年には花輪城代として秋田境を預かった。